# Igudesman & Joo
Igudesman & Joo es un dúo de música clásica formado por Aleksei Igudesman y Hyung-Ki Joo. En sus actuaciones, combinan la comedia y la cultura popular con la música clásica, haciendo de este modo el género de manera accesible para el público joven y mayor.

## Biografías

### Aleksei Igudesman
Aleksei Igudesman (Алексей Игудесман en grafía rusa) (San Petersburgo, Rusia, 22 de julio de 1973) es un violinista, compositor, presentador y actor.
A los 12 años ingresó en el Colegio Yehudi Menuhin en Surrey donde conoció a Hyung-ki Joo, con quien más tarde formaría el dúo Igudesman & Joo. De 1989 a 1998 estudió violín con Boris Kuschnir en el Conservatorio de Viena.
Igudesman ha publicado libros para Universal Edition, entre los que se incluyen Style Workout, The Catchscratch Book y Pigs Can Fly, y demás libros de duetos de violines, Klezmer & More, Celtic & More and Latín & More.
Entre sus obras, se incluyen dos sonatas, la segunda, dedicada a Julian Rachlin. Sus composiciones han sido interpretadas a lo largo del mundo por solistas y orquestas, a menudo con la colaboración de él como director.

### Hyung-Ki Joo
Hyung-Ki Joo (Londres, Inglaterra) es un pianista anglocoreano.
Sus padres son de origen coreano, los cuales emigraron a Inglaterra donde nació. Su formación empezó en el Colegio Yehudi Menuhin donde conoció a Aleksei Igudesman, más tarde obtendría la licenciatura y el certificado de máster de Música de la Escuela de Música de Manhattan, donde estudió junto a Nina Svetlanova.
Uno de sus mayores logros como músico lo consiguió al ganar el Grand Prize en la Competición Internacional Stravinsky de Piano, sus giras internacionales incluyen  el Carnegie Hall, Musikverein, Barbican Hall y una actuación en la Casa Blanca para el Presidente de los Estados Unidos.

## Comienzos
Aleksei y Hyung-Ki se conocieron a los 12 años en la Escuela Yehudi Menuhin de Surrey, Inglaterra, desde entonces han sido grandes amigos y compañeros a la hora de componer. En 2004 y siguiendo los pasos de comediantes como Victor Borge y Dudley Moore, crean su propio espectáculo, "A Little Nightmare Music". A partir de aquel momento, han actuado junto a varias orquestas sinfónicas por todo el mundo en varios escenarios y festivales.

## Actuaciones
Junto al dúo, han colaborado músicos ilustres como Emanuel Ax, Janine Jansen, Gidon Kremer, Mischa Maisky, Viktoria Mullova y Julian Rachlin en varios sketches. Recientemente han actuado junto al director Bernard Haitink, que anteriormente declaró "Igudesman y Joo tocaron en mi octogésimo (80) cumpleaños. Casí me muero de risa. Me gustaría invitarles a octogesimoquinto (85) cumpleaños, pero eso se podría considerar temerario... Son grandes músicos, muy divertidos".
Sus actuaciones sobrepasaron el campo de lo clásico y en 2008 comenzaron una gira europea con leyendas del pop internacional como Robin Gibb de Bee Gees, Midge Ure de Ultravox, el creador de Live Aid y Band Aid, Tears for Fears, Simple Minds y Kim Wilde. También han llegado a colaborar en múltiples ocasiones en UNICEF junto con el actor Roger Moore.

### Being Gidon Kremer
En 2008 hicieron el proyecto Being Gidon Kramer con Gidon Kremer y la Orquesta Kremerata Baltica estrenándose en los festivales de Schleswig Holstein y Rheingau al igual que en Asia, Europa y Rusia.

### A Little Nightmare Music
A Little Nightmare Music' es un concierto comico/musical aclamado tanto por la crítica como por la audiencia, tras el éxito, hicieron una gira mundial actuando en varios festivales como el de Verbier, Bergen, Yehudi Menuhin (Gstaad), Lockenhaus, Saratoga y Nueva York.